# EverBlu
EverBlu – bezprzewodowa technologia komunikacji do rozwiązań AMR, przy użyciu infrastruktury punkt-wielopunkt. Charakteryzuje się niskim poborem mocy oraz zasięgiem do około 300 m w sieci o topologii siatki (mesh). Działa bez licencji na częstotliwości 433/868 MHz. Jest przeznaczona do odczytu danych w sieciach miejskich, podmiejskich oraz wiejskich. Technologia wykorzystywana jest głównie we Francji, Wielkiej Brytanii, we Włoszech oraz Austrii.